# Mezinárodní letiště Bellingham
Mezinárodní letiště Bellingham (IATA: BLI, ICAO: KBLI, FAA LID: BLI), anglicky Bellingham International Airport, je civilní letiště, které leží pět kilometrů severozápadně od města Bellingham v americkém státě Washington. Má pouze jednu ranvej a díky své blízkosti k Britské Kolumbii působí také jako odlehčení pro mezinárodní letiště Vancouver. Na webových stránkách společnosti Allegiant Air je dokonce označováno jako Bellingham/Vancouver.
Letiště momentálně prochází renovací, konkrétně jeho osobní terminál, jehož velikost bude zvětšena z 2 500 m² na 7 900 m². První fáze renovace skončila při dokončení nového prostoru bran a odstranění dočasných mobilních čekáren. V prostoru bran se nachází pět bran, kavárna, občerstvení a restaurace, jejíž konstrukce však stále probíhá. Ve druhé fázi bude přidán kolotoč pro odbavování zavazadel, zvětšeny pokladny a bezpečnostní prostory. Druhá fáze bude dokončena v roce 2013. Původně měla být expanze dokončena v roce 2018 a její urychlení přineslo zvýšení ceny, která je pokryta většími poplatky cestujících a větším parkovným.

## Historie
V roce 1936 zakoupil okres Whatcom 81 hektarů půdy pro stavbu letiště, na kterém měly být původně tři ranveje, ale téměř čtyři roky trvalo, než byla dokončena první ranvej. Letiště se stalo dočasným hraničním přechodem, ale pomalá stavba ho nechávala v nejistém stavu. United Airlines sem chtěly létat pouze když bude letiště dost bezpečné pro jejich letadla a udrží si svůj status hraničního přechodu. Okamžitě po dokončení byl postaven terminál, navržený F. Stanleym Piperem, a letiště bylo otevřeno v roce 1940 s více než pěti sty zaměstnanci.
Ve stejném roce ale letiště přebral technický sbor americké armády, který zde postavil další dvě ranveje, hangáry a bydliště. Ihned po útoku na Pearl Harbor začalo používat letiště 4. letectvo Spojených států amerických k obraně pobřeží Pacifiku. Poté ho letectvo využívalo k přepravě letadel přes Aljašku do Sovětského svazu.
Letectvo opustilo letiště v roce 1946 a předalo ho administraci válečných majetků, která ho vrátila okresu Whatcom a do konce čtyřicátých letech ho přestavěla na civilní letiště. Momentálně už je v provozu jen ta nejdelší ranvej, jelikož ty zbylé dvě úhlopříčné ranveje zchátraly a jejich východní konce jsou používány jako pojezdové dráhy.
V devadesátých letech minulého století bylo zakoupeno několik pozemků za účelem rozšíření ranveje, jelikož se předpokládalo, že letiště Sea-Tac nedostane třetí ranvej. Letiště pak postihla velká rychlost obratu.
V roce 2007 bylo letiště domovem krátkodobé aerolinky Western, které brzy zkrachovaly, a také sem létala ohijská společnost Skybus Airlines, která také příliš dlouho nevydržela. V březnu 2008 zde ale zřídila svou šestou základnu společnost Allegiant Air, která má v Bellinghamu čtyři letadla McDonnell Douglas MD-80 a jako část své expanze v budoucnu přidá páté.
Jelikož většina pasažérů, kteří cestují na letiště, je kanadská, tak se v roce 2010 rozhodla Britská Kolumbie zrušit přistávací poplatky a palivové daně.
V září 2010 byla dokončena 26 milionů dolarů drahá obnova ranveje, která umožňuje přistání letadel až do velikosti Boeingu 757. Projekt byl proveden v očekávání nového spojení mezi Bellinghamem a Havajskými ostrovy, na kterém chce společnost Allegiant Air provozovat právě Boeingy 757.

## Destinace
Poslední aktualizace: 27. dubna 2024.
| Letecká společnost | Destinace | Destinace                                                                     |
| ------------------ | --------- | ----------------------------------------------------------------------------- |
| Alaska Airlines    | USA       | Seattle                                                                       |
| Allegiant Air      | USA       | Las Vegas · Los Angeles · Mesa · Oakland · Palm Springs \| sezónně: San Diego |
| Southwest Airlines | USA       | Denver · Las Vegas · Oakland                                                  |

### Statistiky
| Pořadí | Letiště                    | Pasažérů | Přepravci            |
| ------ | -------------------------- | -------- | -------------------- |
| 1      | Las Vegas, Nevada          | 114,000  | Allegiant, Southwest |
| 2      | Oakland, Kalifornie        | 80,000   | Allegiant, Southwest |
| 3      | Seattle/Tacoma, Washington | 59,000   | Alaska               |
| 4      | Phoenix/Mesa, Arizona      | 18,000   | Allegiant            |
| 5      | Los Angeles, Kalifornie    | 17,000   | Allegiant            |
| 6      | Palm Springs, Kalifornie   | 14,000   | Allegiant            |
| 7      | Denver, Colorado           | 5,000    | Southwest            |
| 8      | San Diego, Kalifornie      | 4,000    | Allegiant            |